# SN 2008A
SN 2008A – supernowa typu Iax odkryta 2 stycznia 2008 roku w galaktyce NGC 634. W momencie odkrycia miała maksymalną jasność 17,60m.